# Bala Turkvision Song Contest 2016
Il Turkvision Song Contest 2016 doveva essere la 2ª edizione del concorso musicale che doveva svolgersi in Turchia. 
Inizialmente la finale doveva essere a dicembre, ma è slittata a febbraio-marzo 2017 con data da definirsi, fino alla cancellazione dell'evento.

## Location
Il 18 aprile è stato annunciato che l'host della quarta edizione del concorso era in Turchia

## Cancellazione
L'8 dicembre 2016, era stato annunciato che sia il Turkvision Song Contest 2016 che il Bala Turkvision Song Contest 2016 erano stati spostati fino a marzo del 2017. Tuttavia è stato poi confermato che l'evento sarebbe stato cancellato a causa dell'esplosione di una bomba davanti a un commissariato a Istanbul. L'evento è stato quindi riassegnato per il 2017 e si svolgerà presso il Saryarka Velodrome, ad Astana in Kazakistan.